# Raúl Garrido
Raúl Garrido war ein uruguayischer Fußballspieler.

## Verein
Garrido spielte 1917 für Universal in der Primera División. In jener Spielzeit belegte seine Mannschaft den dritten Tabellenplatz.

## Nationalmannschaft
Garrido war auch Mitglied der uruguayischen A-Nationalmannschaft. Er nahm mit der Nationalelf an der Südamerikameisterschaft 1917 teil, bei der Uruguay den Titel gewann. Im Verlaufe des Turniers kam er allerdings nicht zum Einsatz.

## Erfolge
- Südamerikameister: 1917